# Papieroplastyka
Papieroplastyka – technika wykonywania przedmiotów dekoracyjnych i użytkowych z papieru lub masy papierowej.
W Polsce za jej prekursora uważa się wykładowcę Szkoły Sztuk Plastycznych prof. Jana Kurzątkowskiego, początkowo miała być sposobem na tanią, szybką i estetyczną dekorację balów tej uczelni. Polegała na budowie scenografii z giętego i łamanego kartonu, tektury, słomki, celofanu, drutu etc. Z założenia dekoracje te posiadały nietrwały charakter, w związku z czym traktowano je jako tanie naśladownictwo stałych dekoracji. Artystami, którzy uczynili z papieroplastyki sztukę dekoracyjną byli Antoni Wajwód i Edward Manteuffel-Szoege, pierwszy z nich współpracował z redakcją Wiadomości Literackich. Na należącej do redakcji witrynie stosując papieroplastykę tworzył z papieru, blachy, szkła i drutu podlegające częstej zmianie dekoracje sytuacyjne. Z czasem do stosowanych materiałów dołączył prasowaną tekturę, tiul, celofan i aluminium. 
Formy płaskie

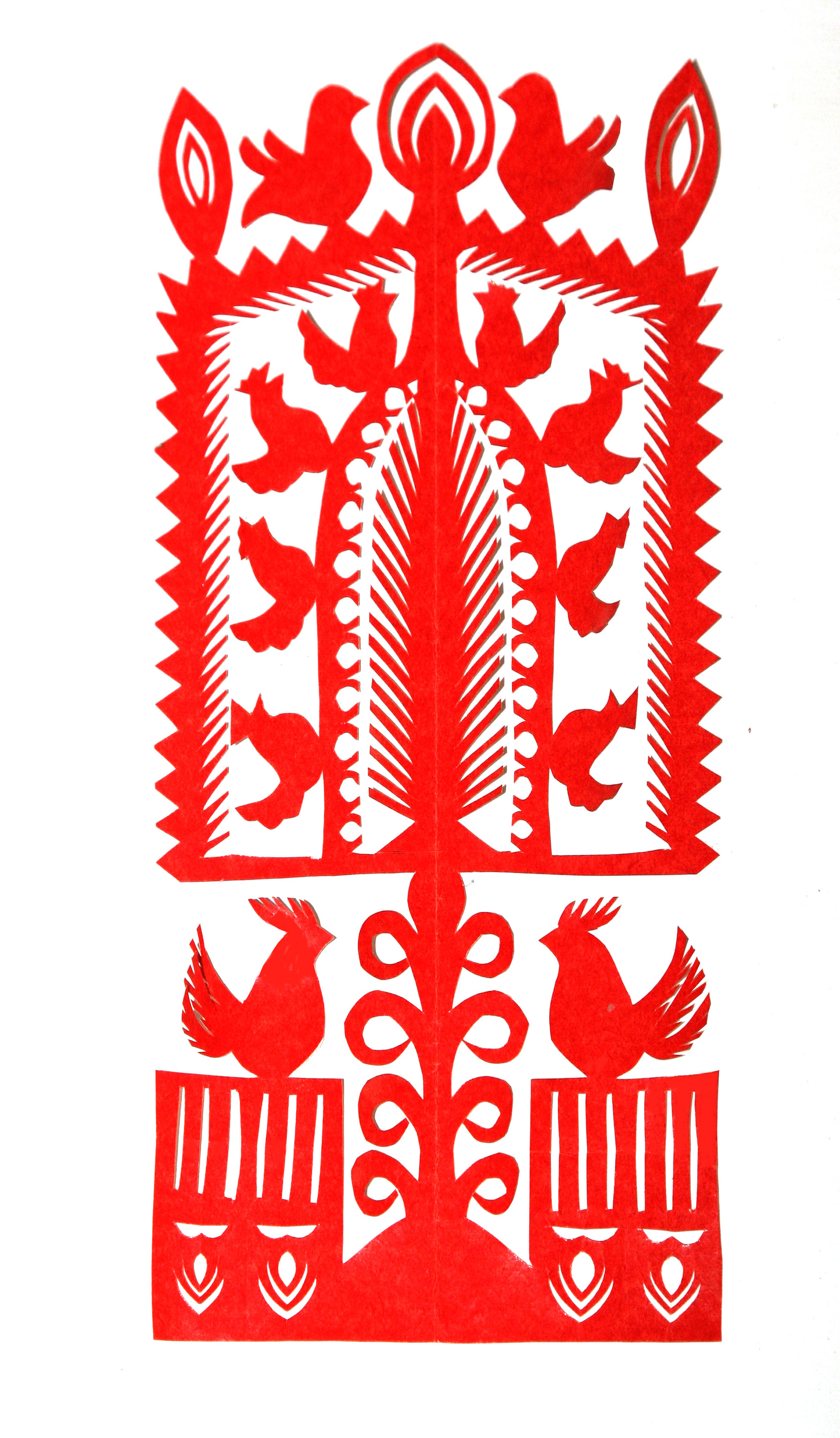
wycinanka kurpiowska
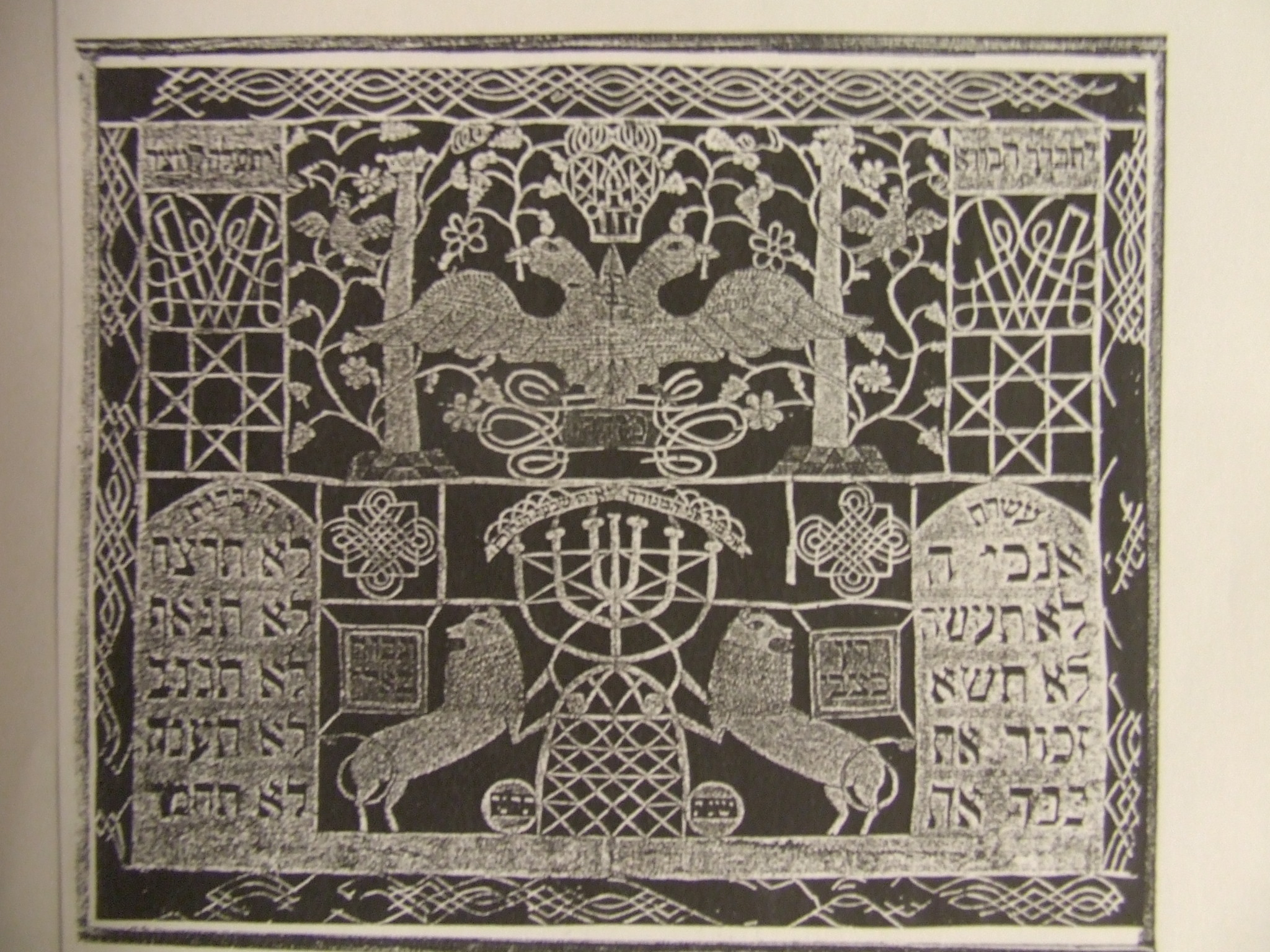
wycinanka żydowska
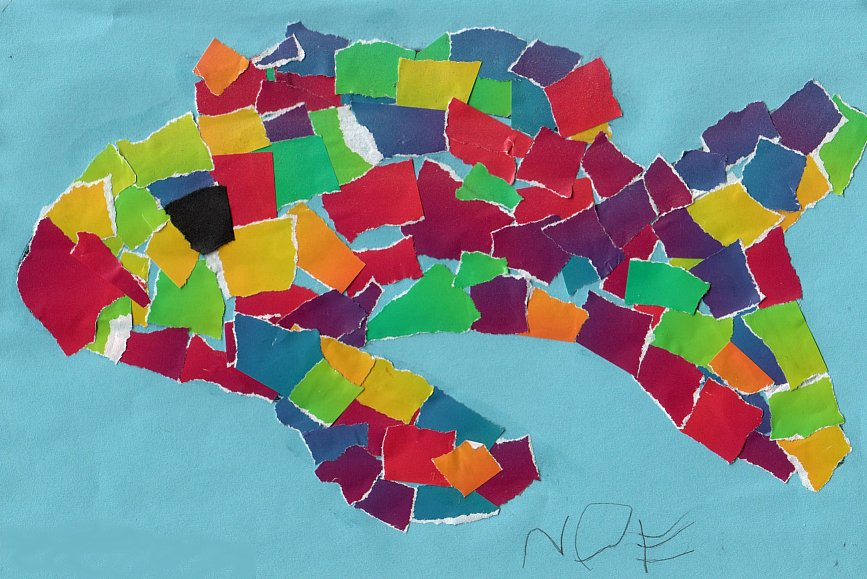
wyklejanka

Formy przestrzenne

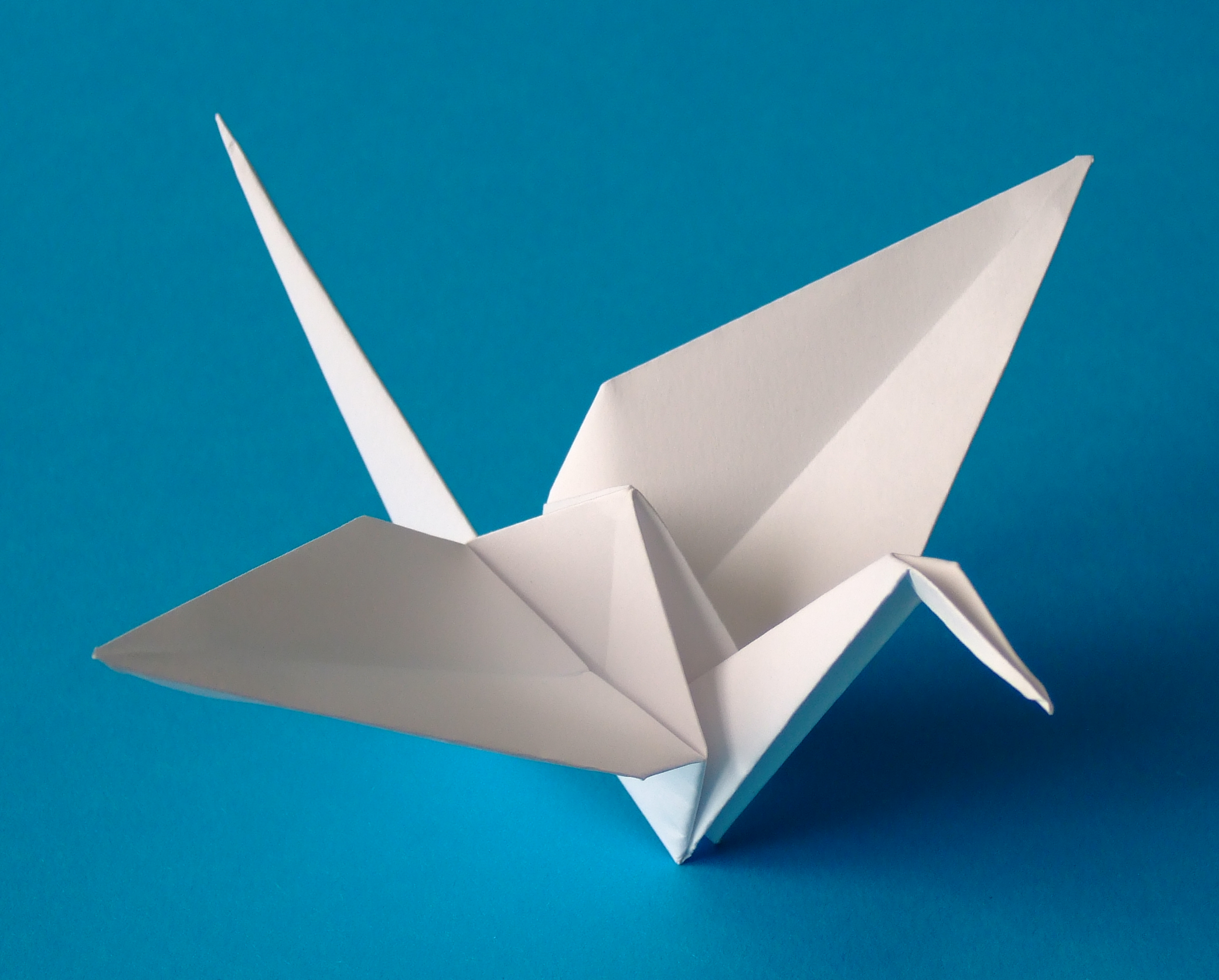
origami
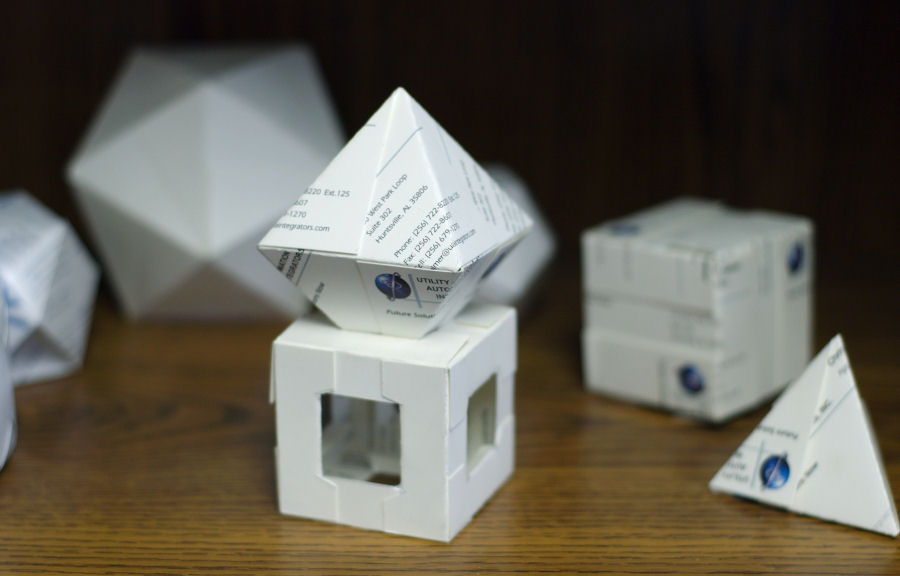
kirigami
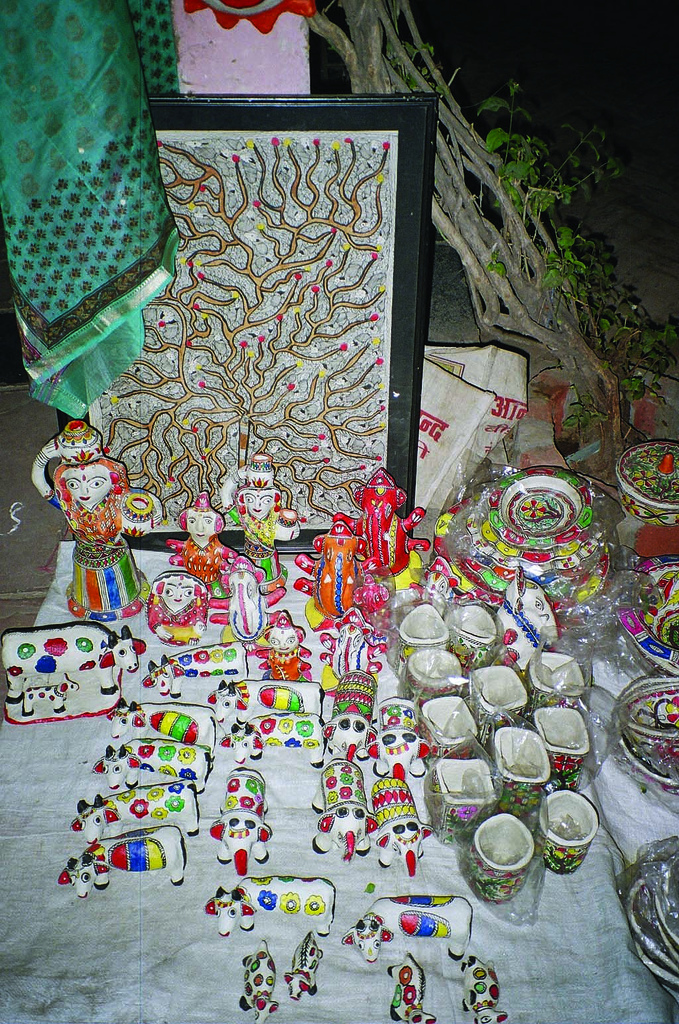
wyroby z papier-mâché

Modelarstwo papierowe

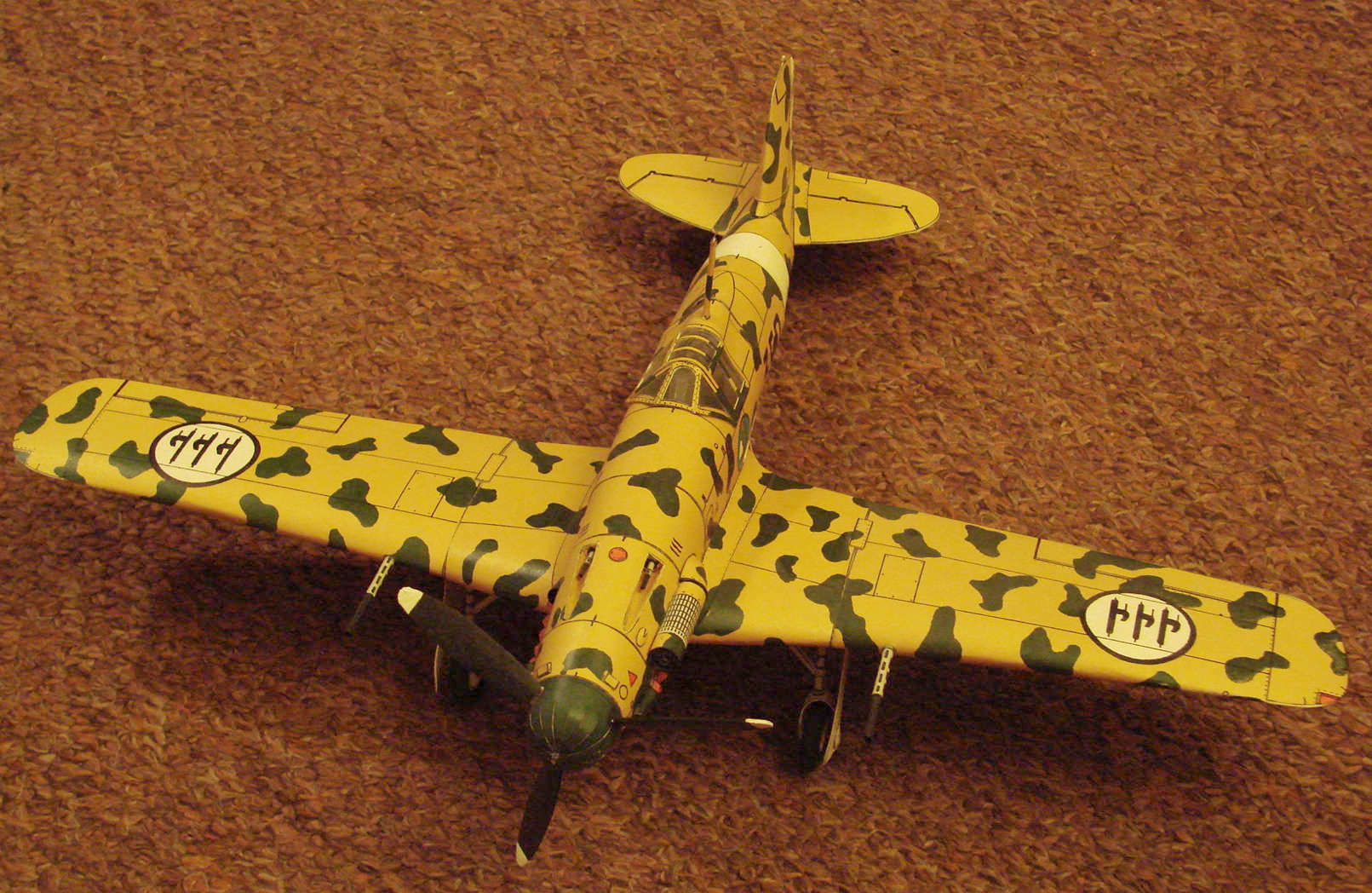
kartonowy model samolotu
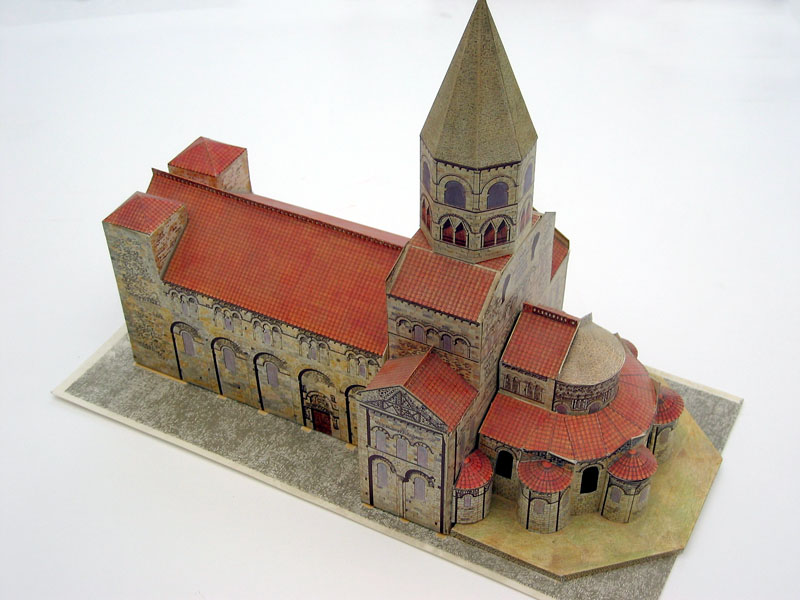
kościół Notre-Dame du Port
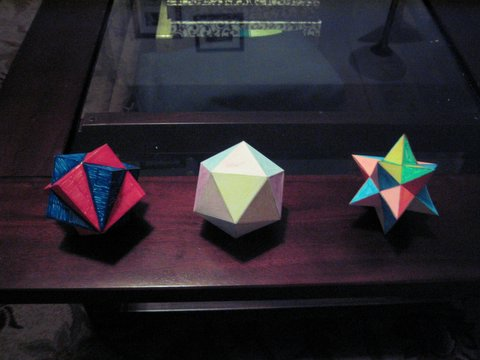
wielościany